# Jeanne Henri-Robert
Jeanne Reynaud, née Henri-Robert, le 22 avril 1893 à Paris (Seine) et morte le 8 juin 1983 dans la même commune est une juste française, première épouse du président du Conseil Paul Reynaud.

## Biographie
Fille du bâtonnier et académicien Henri-Robert et de Suzanne Henri Level. Elle épouse le 12 février 1912 à Paris 17e Paul Reynaud, futur président du Conseil avec qui elle a une fille, Colette Reynaud (1914-2010). Ce couple divorce le 22 décembre 1947.
Elle fait la connaissance de la résistante d'origine juive Gisèle Gonse-Boas en 1943. Recherchée, Jeanne Reynaud la prend en charge et la cache à son domicile de la rue du Faubourg-Saint-Honoré, puis la conduit en zone libre, à Sainte-Maxime, en la cachant dans un wagon-lit, mais Gisèle Gonse-Boas tombe gravement malade, et Jeanne Reynaud décide alors de la conduire dans une clinique parisienne pour qu'elle puisse être soignée. Après cela, elle la cache à nouveau chez elle, jusqu’au 15 mai 1944, où Jeanne Reynaud est arrêtée et incarcérée à Vittel.
Jeanne Reynaud est honorée du titre de Juste parmi les nations le 3 décembre 2007, à titre posthume.

## Sources
- Raymond Krakovitch, Paul Reynaud: Dans la tragédie de l'Histoire, 1998
- Thibault Tellier, "Paul Reynaud. Un indépendant en politique", Paris, Fayard,2005 (Grand prix d'histoire de l'Académie française-2006).